# Heather Peace
Heather Peace (Bradford, 16 giugno 1975) è un'attrice e musicista britannica, nota per aver interpretato il ruolo di Sally 'Gracie' Fields in London’s Burning dal 1998 al 2002, così come altri ruoli chiave in Emmerdale, Waterloo Road e Lip Service.

## Biografia
Heather Peace nasce a Bradford, nel West Yorkshire. Decide in giovane età di diventare un'attrice e stima i suoi genitori per l'incoraggiamento che le davano per raggiungere tale obiettivo. Ha studiato recitazione alla Manchester Metropolitan University, dove ha ottenuto un Honours Degree.

### Carriera televisiva
L'entrata in televisione della Peace avviene quando si unisce al cast della serie Emmerdale, interpretando il personaggio di Anne Cullen dal 1996 al 1997.
Il suo primo ruolo professionale sul palco è quello nella produzione del 1997 di My Fair Lady all'Harrogate Theatre, interpretando il ruolo di Eliza Doolittle. Ha successivamente interpretato Miranda nell'opera shakespeariana La tempesta e lo stesso personaggio in Return to the Forbidden Planet.
Dopo aver lasciato Emmerdale, Heather Peace ha preso parte in Metropolitan Police e Dangerfield, prima di entrare nel cast come l'unico vigile del fuoco donna, Sally "Gracie" Campi, nella serie del canale televisivo ITV1 London's Burning dal 1998 al 2002. Durante questo periodo, la Peace ha partecipato al film tv chiamato Thunder Road, in cui interpreta Sonia.
Tra il 2003 e il 2005, la Peace ha ricoperto ruoli minori in alcune serie televisive, tra cui Casualty e Where the heart is. Ha poi interpretato il soldato della Special Air Service Becca Gallagher nella serie del 2005 Ultimate Force insieme a Ross Kemp. Ha poi recitato nella serie tv di Kay Mellor The Chase, ricoprendo il ruolo della mamma single Fiona Jones.
In seguito ha recitato in alcune serie televisive, tra cui Coronation Street, Heatbeat e Holby City. Ha inoltre recitato nel film 31 North 62 East come Jill e Kimberly Mandelson. Nel 2008 la Peace appare come la moglie segretamente abusata nell'episodio “Private Sins” di Blue Murder.
Nel 2010 Heather Peace entra nel cast come il Sergente Detective Sam Murray nella rivoluzionaria serie televisiva della BBC Three Lip Service, scritta da Harriet Braun, che racconta delle vite e degli amori di un gruppo di lesbiche a Glasgow, Scozia. Peace è stata l'unica attrice del cast apertamente lesbica. Ha partecipato a entrambe le stagioni. Le riprese della seconda serie sono terminate nel luglio 2011, con data di trasmissione nella primavera 2012.
Nel 2011 Heather Peace entra nel cast del telefilm scolastico Waterloo Road interpretando l'insegnante d'inglese Nikki Boston. In seguito al tour per il suo primo album, la Peace ritorna a lavorare in questa serie per la seconda parte dell'ottava stagione. È inoltre apparsa nella nona stagione, trasmessa dalla BBC One a settembre 2013. Heather si è dovuto prendere un'altra pausa da Waterloo Road alla fine della nona serie, ma ha lasciato intendere potrebbe ritornare a parteciparvi.

### Carriera musicale
Heather suona il piano fin da quando aveva sei anni, e la chitarra fin dalla sua adolescenza. La Peace ha detto che lascerebbe la recitazione per la musica se la situazione si facesse troppo complicata.
In un episodio del 2010 di London's Burning, il personaggio interpretato dalla Peace canta una versione di The Rose di Bette Midler. Successivamente pubblicato da BMG, ha raggiunto la posizione 56 nelle classifiche inglesi. Heather ha deciso di mettere in attesa la sua carriera musicale per concentrarsi sulla recitazione, ma nel 2011 ha riacceso il suo amore per la musica con il suo primo tour tutto esaurito nel Regno Unito e con la distribuzione di un album acustico di cover e alcuni brani originali.
Heather Peace ha registrato il suo album di debutto Fairytales con il produttore Nigel Wright. Commercializzato successivamente il 21 maggio 2012 e sostenuto anche da un tour inglese, ha raggiunto la posizione 43 nella classifica degli album più venduti nel Regno Unito e la posizione 9 nella classifica degli album indipendenti.
Nel 2013 Heather commercializza un nuovo singolo, un remix di Jack Guy di “Fight For” disponibile su iTunes, e un'edizione speciale del suo album di debutto Fairytales. Si è inoltre esibita per la prima volta in Australia, dove ha suonato anche al Mardi Gras di Sydney.

### Altre attività
La Peace è una dei patron del Manchester Pride, della Diversity Role Models Charity, e ha registrato un video per la campagna It Gets Better promossa da Stonewall.
Nel 2010 Heather raggiunge la posizione 40 nell'Independent on Sunday 's Pink List, ma nel 2011 riesce a posizionarsi alla decima posizione. È stata inoltre votata alla posizione 18 nella lista Hot 100 del sito web statunitense afterellen.com. È inoltre l'unica donna ad essere apparsa due volte nella copertina del Diva Magazine nell'arco temporale di soli sei mesi.
Heather ha fatto coming out dicendo a sua madre di essere omosessuale subito dopo che la sua prima fidanzata la lasciò.
Il 27 luglio 2013 Heather Peace ha annunciato su Twitter di essersi sposata con la sua compagna di lunga data Ellie.

## Discografia

### Album
| Titolo                | Dettagli                                                                                         | Posizione più alta raggiunta nelle classifiche |
| Titolo                | Dettagli                                                                                         | UK                                             |
| --------------------- | ------------------------------------------------------------------------------------------------ | ---------------------------------------------- |
| Fairytales            | - Pubblicato: 20 maggio 2012 - Etichetta: Kaleidoscope Records - Formati: Digital download, CD   | 43                                             |
| Live at The Jazz Café | - Pubblicato: 27 Ottobre 2013 - Etichetta: Kaleidoscope Records - Formati: Download digitale, CD | —                                              |
| The Thin Line         | - Pubblicato: 9 Giugno 2014 - Etichetta: Kaleidoscope Records - Formati: Digital download, CD    | 56                                             |
| Live in Brighton      | - Registrazione: 31 November 2014 - Etichetta: Kaleidoscope Records - Formati: CD                | —                                              |

### Singoli
| 2000                                                                                   | "The Rose"                   | 56 | N.D.       |
| 2012                                                                                   | "Better Than You"            | —  | Fairytales |
| 2013                                                                                   | "Fight For" (Jack Guy Remix) | —  | Fairytales |
| "—" denota un singolo che non è entrato nella classifica o che non è stato pubblicato. |                              |    |            |

## Filmografia

### Cinema
- Devil's Tattoo - Nel segno del diavolo (The Devil's Tattoo) (2003)
- 31 North 62 East, regia di Tristan Loraine (2009)
- Screwed (2011)
- Scomparsa nel nulla (Never Let Go), regia di Howard J. Ford (2015)

### Televisione
- Valle di luna  (Emmerdale Farm) – serie TV (1972)
- Metropolitan Police (The Bill) – serie TV, un episodio (1997)
- Dangerfield – serie TV, un episodio (1997)
- London's Burning – serie TV, 32 episodi (1998-2002)
- Thunder Road – film TV (2001)
- Holby City – serie TV, 7 episodi (2002-2010)
- Doctors – soap opera, 3 puntate (2003-2010)
- Where the Heart Is – serie TV, un episodio (2003)
- Down to Earth – serie TV, un episodio (2004)
- Ultimate Force – serie TV, 8 episodi (2005-2006)
- The Chase – serie TV, 19 episodi (2006-2007)
- Casualty – serie TV, un episodio (2006)
- Mayo – serie TV, un episodio (2006)
- Empathy – film TV (2007)
- Coronation Street – serie TV, 2 episodi (2008)
- Heartbeat – serie TV, un episodio (2008)
- Blue Murder – serie TV, 2 episodi (2009)
- Lip Service – serie TV, 12 episodi (2010-2012)
- Accused – serie TV, un episodio (2010)
- Waterloo Road – serie TV, 40 episodi (2012-2014)
- EastEnders - soap opera, 318 episodi (2021-2025)

## Doppiatrici italiane
Nelle versioni in italiano delle opere in cui ha recitato, Heather Peace è stata doppiata da:
- Roberta Pellini in Lip Service
- Jolanda Granato in Scomparsa nel nulla